# Giuseppe Mengoli

Wappen von Giuseppe Mengoli

Giuseppe Mengoli (* 16. März 1965 in Collepasso, Provinz Lecce) ist ein italienischer römisch-katholischer Geistlicher und ernannter Bischof von San Severo.

## Leben
Giuseppe Mengoli besuchte die Kleinen Seminare in Otranto und in Tarent. Das folgende Studium der Philosophie und der Katholischen Theologie an der Päpstlichen Universität Gregoriana in Rom schloss Mengoli mit dem Lizenziat ab. Am 1. Juli 1989 empfing er das Sakrament der Priesterweihe für das Erzbistum Otranto. Nach weiterführenden Studien wurde er an der Päpstlichen Lateranuniversität zum Doktor der Theologie promoviert. Während seiner Studienzeit in Rom war er Alumnus des Päpstlichen Römischen Priesterseminars.
Mengoli war von 1990 bis 1992 als Pfarrvikar an der Kathedrale Santa Annunziata in Otranto tätig, bevor er Pfarrvikar in Martano und Spiritual am Priesterseminar in Otranto wurde. Daneben wirkte er von 1990 bis 1994 als Religionslehrer und von 1991 bis 1998 als Kanzler der Kurie. 1998 wurde Mengoli Pfarrer der Pfarrei Spirito Santo in Botrugno. Ab 2010 war er Pfarrer der Pfarrei Maria Santissima Immacolata in Maglie. Neben seiner Tätigkeit in der Pfarrseelsorge leitete Mengoli zunächst die Jugendpastoralabteilung und fungierte als Bischofsvikar für die Laien, bevor er 2018 Generalvikar des Erzbistums Otranto wurde. Außerdem gehörte er dem Konsultorenkollegium, dem Priesterrat und dem Diözesanpastoralrat an.
Am 1. März 2023 ernannte ihn Papst Franziskus zum Bischof von San Severo.